# لانگ بارن (کالیفرنیا)
لانگ بارن (به انگلیسی: Long Barn) یک منطقهٔ مسکونی در ایالات متحده آمریکا است که در شهرستان توآلومی، کالیفرنیا واقع شده‌است. لانگ بارن ۷٫۴۵۵ کیلومتر مربع مساحت و ۱۵۵ نفر جمعیت دارد و ۱٬۵۳۷٫۱۳ متر بالاتر از سطح دریا واقع شده‌است.